# Simbabwische Basketballnationalmannschaft der Damen
Die simbabwische Basketballnationalmannschaft der Damen ist die Auswahl simbabwischer Basketballspielerinnen, welche die Basketball Union of Zimbabwe auf internationaler Ebene, beispielsweise in Freundschaftsspielen gegen die Auswahlmannschaften anderer nationaler Verbände, aber auch bei internationalen Wettbewerben repräsentiert. Größter Erfolg war der siebte Platz bei der Afrikameisterschaft 1994. 1962 trat der nationale Verband dem Weltverband Fédération Internationale de Basketball (FIBA) bei. Im Juni 2014 wurde die Mannschaft auf dem 73. Platz der Weltrangliste der Frauen geführt.

## Internationale Wettbewerbe

### Simbabwe bei Weltmeisterschaften
Die Mannschaft konnte sich bisher nicht für eine Weltmeisterschaft qualifizieren.

### Simbabwe bei Olympischen Spielen
Bisher gelang es der Mannschaft nicht, sich für die olympischen Basketballwettbewerbe zu qualifizieren.

### Simbabwe bei Afrikameisterschaften
Die Mannschaft kann bisher zwei Teilnahmen an der Afrikameisterschaft vorweisen:
| - 1966: nicht qualifiziert - 1968: nicht qualifiziert - 1970: nicht qualifiziert - 1974: nicht qualifiziert - 1977: nicht qualifiziert - 1979: nicht qualifiziert - 1981: nicht qualifiziert - 1983: nicht qualifiziert - 1984: nicht qualifiziert - 1986: nicht qualifiziert - 1990: nicht qualifiziert | - 1993: nicht qualifiziert - 1994: 7. Platz - 1997: nicht qualifiziert - 2000: nicht qualifiziert - 2003: nicht qualifiziert - 2005: nicht qualifiziert - 2007: nicht qualifiziert - 2009: nicht qualifiziert - 2011: nicht qualifiziert - 2013: 12. Platz |

### Simbabwe bei den Afrikaspielen
Die Damen-Basketballnationalmannschaft Simbabwes nahm bisher zweimal an den Wettbewerben der Afrikaspiele teil. Im Jahr 1995 kam das Nationalteam bei den Spielen auf den sechsten, 2007 auf den elften Platz.